# Alexander Ramati
Alexander Ramati (20. Dezember 1921 in Brest – 18. Februar 2006 in Montreux) war ein polnischstämmiger, international tätiger Drehbuchautor, Regisseur und Filmproduzent.
Ramati begann Mitte der 1960er Jahre als Produzent und Regisseur zu arbeiten. Sein erster großer Film war die US-amerikanisch-israelische Koproduktion Sands of Beersheba (1966) mit Diane Baker in der Hauptrolle. 1973 schrieb er mit Ben Barzman das Drehbuch der deutsch-israelischen Coproduktion Sie sind frei, Dr. Korczak, einer Biografie Janusz Korczaks (in der Hauptrolle Leo Genn). Sein wohl bekanntester Film ist Der Assisi Untergrund (The Assisi Underground) aus dem Jahr 1985 mit Ben Cross, James Mason, Irene Papas und Maximilian Schell in den Hauptrollen. 1988 erschien Und die Geigen verstummten mit Horst Buchholz in der Hauptrolle. Eine Romanfassung des Films, verfasst von Ramati, erschien unter dem Titel Als die Geigen verstummten. Die meisten seiner Filme beschäftigten sich mit dem Zweiten Weltkrieg und dem Dritten Reich.

## Filmografie
Drehbuch und, soweit nicht anders angegeben, Regie
- 1964: Sands of Beersheba
- 1965: Einer spielt falsch (Trunk to Cairo) – Regie: Menahem Golan
- 1967: Flucht aus der Taiga (The Desperate Ones)
- 1975: Sie sind frei, Dr. Korczak – Regie: Aleksander Ford
- 1985: Der Assisi Untergrund (The Assisi Underground)
- 1988: Und die Geigen verstummen (And the Violins Stopped Playing)